# Lherm, Lot
Lherm är en kommun i departementet Lot i regionen Occitanien i södra Frankrike. Kommunen ligger i kantonen Catus som tillhör arrondissementet Cahors. År 2022 hade Lherm 234 invånare.

## Befolkningsutveckling
Antalet invånare i kommunen Lherm
| Referens: INSEE |